# Índice Nacional de Satisfação do Consumidor
O Índice Nacional de Satisfação do Consumidor (INSC) é uma medida de satisfação do consumidor brasileiro, desenvolvido pela Escola Superior de Propaganda e Marketing (ESPM). Ele é nacional e seu objetivo é avaliar a qualidade dos bens de consumo e serviços com base na opinião do consumidor. Essa opinião é publicada espontaneamente na internet e refere-se a bens de consumo e serviços dos vários setores representativos da economia brasileira. A satisfação medida pelo INSC fundamenta-se, então, na experiência de consumo acumulada.

## Para que serve o INSC
Tendo em vista que se trata de um índice nacional, cuja amostragem provém da internet, o INSC nos permite enxergar a economia e a competitividade em vários setores, indústrias e empresas em todo o Brasil, através de uma perspectiva única: a da qualidade de bens de consumo e serviços vista sob a ótica do consumidor.
O INSC possibilita que o estudo da “curva de demanda em função da qualidade dos bens de consumo e serviços” ganhe uma nova interpretação. A qualidade não é mais avaliada apenas através da eficiência do processo de produção mas também de acordo com a interpretação do próprio consumidor.

## Origem do INSC
O consumidor brasileiro está mais consciente: ele sabe o que esperar de um produto, está mais exigente quanto à qualidade e entende a questão do valor com muito mais propriedade. Dessa forma, ele possui papel cada vez mais ativo no processo de compra dos bens de consumo e serviços.
Se o consumidor é tão importante no desenvolvimento da economia brasileira, não seria igualmente importante conhecer a sua opinião sobre os bens de consumo e serviços que ele adquire e consome? Foi para responder a essa pergunta que surgiu a ideia de criar o INSC.
O INSC foi concebido em 2007, com o objetivo de medir o grau de satisfação dos consumidores na internet, com relação aos principais setores econômicos do mercado brasileiro.
Criador do Índice e Global Chief Digital Officer da agência Rapp Brasil, o professor-pesquisador do Núcleo de Marketing e Finanças da ESPM Ricardo Pomeranz iniciou em 2009 os primeiros ensaios e desenvolvimentos com o Índice, reforçando sobretudo sua relevância nas métricas de negócios.
Posteriormente, percebeu-se que essa relevância se aplicava também a pesquisas acadêmicas. A partir de então – em paralelo com o núcleo de marketing e finanças da ESPM - o INSC foi desenvolvido ao longo de 2010, com o suporte tecnológico da Rapp Brasil.
Seu lançamento aconteceu em maio de 2011.

## Metodologia
O modelo utilizado para determinar o Índice Nacional de Satisfação do Consumidor baseia-se em três variáveis: a expectativa do consumidor, a qualidade percebida e o valor percebido.
A expectativa do consumidor implica um conhecimento prévio do bem de consumo, do serviço ou da marca em questão, seja via experimentação ou via informação. Esse conhecimento funciona, portanto, como ponto de partida do processo de avaliação da satisfação do consumidor.
A qualidade percebida envolve dois fatores determinantes: o grau de customização dos atributos de um bem de consumo ou serviço e quanto esses atributos atendem às necessidades do consumidor. Quanto maior for a qualidade percebida, maior será a satisfação.
O valor percebido pode ser definido como a relação entre o dispêndio (valor) e a qualidade do bem de consumo ou serviço adquirido. Da perspectiva do consumidor essa relação permite a comparação entre diferentes setores e indústrias da economia.
Primeiro, um ferramental baseado em Data Mining procura assuntos previamente selecionados, em toda a internet. Posteriormente, um software captura palavras-chave presentes nas opiniões publicadas pelo consumidor.
O resultado dessa coleta é uma amostragem estatisticamente válida e representativa da população analisada.
A partir dessa amostragem, calcula-se o sentimento dos depoimentos, que são classificados de acordo com as três variáveis que compõem o Índice (descritos em “Como medir a satisfação”), que são a base da fórmula de cálculo do Índice.
O INSC é, portanto, uma resultante da ponderação pela participação de mercado de cada setor econômico, formado por uma ou mais indústrias. Cada indústria é composta pelas respectivas quatro maiores empresas.

## As Empresas Avaliadas
As indústrias foram escolhidas de acordo com a representatividade que elas possuem no PIB brasileiro, percentualmente. 
Dentro de cada uma dessas indústrias, selecionamos os quatro maiores grupos empresariais.
O objetivo deste processo de seleção foi obter uma amostragem representativa de grupos empresariais que atendessem ao consumidor final (B2C). 
Atualmente, os sub-setores que compõem o INSC abrangem 75% do mercado business-to-consumer: são 60 grupos empresariais de quinze diferentes sub-setores, que representam 17,3% do PIB brasileiro.